# Потенциан из Санса
Потенциан (III век) — священномученик, епископ Санса. День памяти — 31 декабря
Святой Потенциан, товарищ святого Савиниана, был одним из первых епископов Санса. Известен чудотворениями. К нему обращались с болезнями глаз и  суставов и особенно о милости. Считается покровителем Шатель-Сенсуар (Châtel-Censoir).

## Мощи
В 847 году архиепископ Санса Венилон перенес мощи святого в аббатство  Сен-Пьер-Ле-Вив (Saint-Pierre-le-Vif), расположенное в Сансе.